# Безперервне удосконалення процесу
Безпере́рвне удоскона́лення проце́су (БУП) (анг. continual improvement process, тако ж називається continuous improvement process (абривіатура тако ж CIP or CI)) — політика, яка спонукає, зобов'язує працівників і/або наділяє їх повноваженнями до пошуку способів покращення показників ефективності бізнес-процесу та продукту на безперервній основі. Ці зусилля можуть бути спрямовані на "поступове" вдосконалення з часом або на "проривне" вдосконалення одразу. Процеси надання послуг (цінних для споживача) постійно оцінюються та вдосконалюються з огляду на їх ефективність, результативність та гнучкість.
Дехто розглядає БУП, як мета-процес для більшості систем управління (таких, як управління бізнес-процесами, управління якістю, управління проєктами та управління програмами).
Вільям Едвардс Демінг, піонер цієї галузі, розглядав його, як частину "системи", за допомогою якої зворотний зв'язок від процесу та замовника оцінювався відповідно до цілей організації. Той факт, що його можна назвати процесом управління, не означає, що він повинен виконуватися "керівництвом"; а скоріше лише те, що воно приймає рішення щодо впровадження процесу надання послуг та розробки самого процесу надання послуг. Більш широке визначення належить Інституту забезпечення якості, який визначив "безперервне поліпшення, як поступову нескінченну зміну, яка: "...зосереджена на підвищенні результативності та/або ефективності діяльності організації для виконання її політики та цілей. Воно не обмежується лише ініціативами у сфері якості. Покращення бізнес-стратегії, результатів діяльності, відносин з клієнтами, працівниками та постачальниками може бути предметом постійного вдосконалення. Простіше кажучи, це означає "постійно ставати кращим".498